# Belle Poule (1834)
Belle Poule (pol. Piękna Kura) – francuska fregata, która weszła do służby w 1835. Była to trzecia jednostka w historii francuskiej marynarki wojennej, która nosiła to imię. Okręt zasłynął przewiezieniem w 1840 zwłok Napoleona z Wyspy Świętej Heleny do Francji.

## Historia
Budowa okrętu rozpoczęła się w 1828. Jego ogólna konstrukcja wzorowana była na rozwiązaniach zastosowanych między innymi w amerykańskiej fregacie USS „Constitution”. Okręt wszedł do służby w lipcu 1835, a 27 lipca 1840 książę Joinville udał się na nim w rejs na Wyspę Świętej Heleny, w celu przewiezienia do Francji zwłok byłego cesarza Napoleona Bonaparte. W związku z tą misją kadłub okrętu pomalowano na kolor czarny. 30 września okręt powrócił do Francji ze zwłokami na pokładzie, które następnie miały zostać przetransportowane do Paryża na pokładzie parowca „Normandie”.
W 1841 „Belle Poule” odwiedził Kanadę i Stany Zjednoczone. W 1844 wraz z innymi okrętami udał się do Maroka, aby wesprzeć francuską armię walczącą w Algierii. Okręt wziął też udział w wojnie krymskiej, głównie w charakterze jednostki transportowej.
„Belle Poule” został wycofany ze służby 19 marca 1861. Okręt używany był jako magazyn prochu do 1888, a następnie został rozebrany.